# Carl Jatho
Carl Wilhelm Jatho, född 25 september 1851 i Kassel, död 1 mars 1913 i Köln, var en tysk teolog.
Jatho blev präst i Köln 1891 men avsattes 1911 på grund av bristande renlärighet. Jathos predikosamlingar utgavs i en mängd upplagor; till svenska finns översatt Livsglad tro (1913).